# Make Way for Tomorrow
Make Way for Tomorrow é um filme de drama norte-americano de 1937 estrelado por Victor Moore e dirigido por Leo McCarey. O roteiro é baseado no livro The Years Are So Long de
Josephine Lawrence.
Em 2010, foi selecionado para preservação pela Biblioteca do Congresso dos Estados Unidos pela sua significância "cultural, histórica ou estética".

## Elenco
- Victor Moore - Barkley "Pa" Cooper
- Beulah Bondi - Lucy "Ma" Cooper
- Fay Bainter - Anita Cooper, esposa de George
- Thomas Mitchell - George Cooper filho de Barkley e Lucy
- Barbara Read...Rhoda Cooper, filha adolescente de George e Anita
- Maurice Moscovitch...Max Rubens, lojista judeu e amigo de Barkley
- Elisabeth Risdon...Cora Payne, filha de Barkley e Lucy
- Minna Gombell...Nellie Chase, filha de Barkley e Lucy
- Porter Hall...Harvey Chase, marido de Nellie
- Ray Meyer...Robert Cooper, filho de Barkley e Lucy
- Ralph Remley...Bill Payne, marido de Cora
- Louise Beavers...Mamie, criada de George e Anita
- Louis Jean Heydt...médico de Barkley
- Dell Henderson...Ed Weldon, vendedor de automóveis
- Louise Seidel...Funcionária do hotel
- Paul Stanton...Senhor Horton, gerente do hotel
- Gene Morgan...Carlton Gorman, maestro do hotel

## Sinopse
Barkley "Bark" e Lucy Cooper são um casal de idosos que perdem a casa por não conseguir saldar uma dívida com o banco local. Eles reúnem quatro dos seus cinco filhos e fica decidido que Lucy ficará com a família de George e Barkley com a de Cora por pelo menos três meses, tempo que a filha Nellie pede para que possa acomodar os dois idosos em sua grande casa. Mas o marido dela não aceita e os pais continuam com os outros filhos, sofrendo todo tipo de irritação e desentendimento. Até que Barkley fica resfriado e Cora usa esse pretexto para enviá-lo para a Califórnia, na casa de outra filha que, contudo, também não quer abrigar o casal. Lucy então aceita ser enviada pra um asilo, mas não quer que o marido saiba disso e pede segredo a George. Mas antes da partida, o casal tem algumas horas para se despedirem e vão a lugares de Nova Iorque que visitaram quando de sua lua-de-mel, há cinquenta anos.

## Recepção
Orson Welles disse sobre Make Way for Tomorrow (em tradução livre, como as demais): "Isso faria uma rocha chorar" e comentou sobre seu entusiasmo pelo filme na série de entrevistas que concedeu a Peter Bogdanovich, This Is Orson Welles. Na revista Newsweek, o famoso cineasta documentarista Errol Morris indicou esse filme como seu preferido, afirmando: "O mais depressivo filme que foi feito, providenciando garantias de que tudo definitivamente acabará mal" 
Make Way for Tomorrow também obteve boas resenhas ao ser lançado no Japão, onde foi assistido pelo escritor  Kogo Noda. Anos mais tarde, foi a inspiração para o roteiro de Tokyo Story (1953), escrito por Noda e dirigido por Yasujirō Ozu.
Roger Ebert incluiu esse filme na lista dos "Maiores Filmes" em 11 de fevereiro de 2010, escrevendo:

"Make Way for Tomorrow" (1937) é um quase-esquecido filme americano sobre a Depressão...A grande sequência final é bonita e e de partir o coração. É fácil imaginar isto sensibilizando um executivo do estúdio, querendo que fosse mais feliz para o público. Mas não McCarey. O que se desenrola é maravilhoso e triste. Tudo depende das atuações" 
O filme é agora parte da Criterion Collection, descrito como sendo "...uma das grandes obras-primas não decantadas por Hollywood, uma grande representação da Era da Depressão sobre frustrações familiares, idade avançada, e diferenças entre gerações...Make Way for Tomorrow é o mais puro melodrama americano, toda a jornada para seu final inflexível, que McCarey recusou a mudar apesar de pressões do estúdio